# (4552) Nabelek
(4552) Nabelek est un astéroïde de la ceinture principale.

## Description
(4552) Nabelek est un astéroïde de la ceinture principale. Il fut découvert le 11 mai 1980 à l'Observatoire Kleť par Antonín Mrkos. Il présente une orbite caractérisée par un demi-grand axe de 2,15 UA, une excentricité de 0,16 et une inclinaison de 2,2° par rapport à l'écliptique.

## Compléments